# Riu Lérez
El Lérez és un riu gallec que desemboca a l'oceà Atlàntic formant la ria de Pontevedra. Neix a la serra do Candán, al monte de San Bieito, en el municipi de Forcarei.
Té un recorregut de 60 quilòmetres, amb un cabal abundant, en direcció nord-est sud-oest. Travessa els municipis de Forcarei, Cerdedo, Campo Lameiro, Cotobade i Pontevedra, tots a la província de Pontevedra.
Els seus principals afluents són el Salgueiro, el Cabaleiros, el Grande, el Castro, el Quireza, el Tenorio i l'Almofrei.